# Vése
Vése is een plaats (község) en gemeente in het Hongaarse comitaat Somogy. Vése telt 818 inwoners (2001).